# 20. Kavallerie-Brigade (Deutsches Kaiserreich)
Die 20. Kavallerie-Brigade war ein Großverband der Preußischen Armee.

## Geschichte
Die  20. Kavallerie-Brigade  wurde am 11. Oktober 1866 nach dem Deutschen Krieg in Hannover aufgestellt und war ein Teil der 20. Division, die dem X. Armee-Korps in Hannover zugeordnet war.
Im Rahmen der Mobilmachung am 2. August 1914 wurde sie für die Dauer des Krieges aufgelöst und die ihr unterstellten Regimenter 2. Hannoversches Dragoner-Regiment Nr. 16 und Braunschweigisches Husaren-Regiment Nr. 17 anderen Verbänden zugewiesen.

### Gliederung
- 1867

2. Hannoversches Dragoner-Regiment Nr. 16 und Königs-Ulanen-Regiment (1. Hannoversches) Nr. 13
- 1868 bis 1869

Wie vor, zusätzlich 2. Westfälisches Husaren-Regiment Nr. 11 und Braunschweigisches Husaren-Regiment Nr. 17
- 1871 bis 1886

2. Hannoversches Dragoner-Regiment Nr.16, 1. Hannoversches Ulanen-Regiment Nr.13 und Herzoglich Braunschweigisches Husaren-Regiment Nr.17
- 1886 bis 1914

2. Hannoversches Dragoner-Regiment Nr.16 und Braunschweigisches Husaren-Regiment Nr.17

### Deutsch-Französischer Krieg 1870/1871
Die Brigade wurde im Feldzug gegen Frankreich unter dem Kommando des Generals Hermann von Redern eingesetzt.

### Brigadekommandeure
| Name                               | Datum                                        |
| ---------------------------------- | -------------------------------------------- |
| Hermann von Redern                 | 30. Oktober 1866 bis 22. Mai 1871            |
| Adalbert von Barby                 | 23. Mai 1871 bis 13. März 1874               |
| Georg von Kleist                   | 14. März 1874 bis 12. Mai 1880               |
| Ludwig von Heßberg                 | 13. Mai 1880 bis 25. März 1885               |
| Günther von der Groeben            | 26. März 1885 bis 21. März 1889              |
| Karl von Groote                    | 22. März 1889 bis 29. Mai 1891               |
| Hans von Gottberg                  | 30. Mai 1891 bis 13. Dezember 1897           |
| Curt von Pfuel                     | 14. Dezember 1897 bis 26. Januar 1903        |
| Wolfgang von Unger                 | 27. Januar 1903 bis 27. Februar 1908         |
| Karl von Meyer                     | 28. Februar 1908 bis 1. April 1912           |
| Kurt von Unger                     | 2. April 1912 bis 1. August 1914 (Auflösung) |
| Ernst von Uechtritz und Steinkirch | 14. Januar 1919 (Demobilisierung)            |